# Miguel Ferreira de Sousa
Miguel Ferreira de Sousa (Lisbona, 19 settembre 1998) è un calciatore portoghese, centrocampista del Casa Pia.

## Carriera
Cresciuto nelle giovanili di Benfica e Cova da Piedade, nel 2017 firma il suo primo contratto da calciatore con il Pinhalnovense, nella terza divisione portoghese. Nel marzo 2018, dopo 14 presenze in campionato, viene ceduto ai lituani dello Stumbras. Non riuscendo a trovare spazio in squadra, nell'agosto 2018 si accorda con il Marítimo, che lo aggrega alla rosa della seconda squadra. Il 28 dicembre 2021 esordisce in prima squadra, giocando l'incontro di Primeira Liga vinto per 2-0 contro il Vizela, partita nella quale subentra all'84' a Joel Tagueu.

## Statistiche

### Presenze e reti nei club
Statistiche aggiornate al 9 aprile 2022.
| Stagione        | Squadra         | Campionato      | Campionato | Campionato | Coppe nazionali | Coppe nazionali | Coppe nazionali | Coppe continentali | Coppe continentali | Coppe continentali | Altre coppe | Altre coppe | Altre coppe | Totale | Totale |
| Stagione        | Squadra         | Comp            | Pres       | Reti       | Comp            | Pres            | Reti            | Comp               | Pres               | Reti               | Comp        | Pres        | Reti        | Pres   | Reti   |
| --------------- | --------------- | --------------- | ---------- | ---------- | --------------- | --------------- | --------------- | ------------------ | ------------------ | ------------------ | ----------- | ----------- | ----------- | ------ | ------ |
| 2017-mar. 2018  | Pinhalnovense   | CdP             | 14         | 0          | CP              | 0               | 0               |                    | -                  | -                  |             | -           | -           | 14     | 0      |
| mar.-ago. 2018  | Stumbras        | A               | 0          | 0          | CL              | 0               | 0               |                    | -                  | -                  |             | -           | -           | 0      | 0      |
| 2018-2019       | Marítimo B      | CdP             | 26         | 2          |                 | -               | -               |                    | -                  | -                  |             | -           | -           | 26     | 2      |
| 2019-2020       | Marítimo B      | CdP             | 12         | 1          |                 | -               | -               |                    | -                  | -                  |             | -           | -           | 12     | 1      |
| 2020-2021       | Marítimo B      | CdP             | 20         | 3          |                 | -               | -               |                    | -                  | -                  |             | -           | -           | 20     | 3      |
| 2021-2022       | Marítimo B      | L3              | 17         | 2          |                 | -               | -               |                    | -                  | -                  |             | -           | -           | 17     | 2      |
| 2021-2022       | Marítimo        | PL              | 4          | 0          | CP+CdL          | 0               | 0               |                    | -                  | -                  |             | -           | -           | 4      | 0      |
| Totale carriera | Totale carriera | Totale carriera | 93         | 8          |                 | 0               | 0               |                    | -                  | -                  |             | -           | -           | 93     | 8      |